# Magdalena Müller (Journalistin)
Magdalena Müller (* 1941 in Augsburg; † 1. August 2004 ebenda) war eine deutsche Sport-Journalistin und Fernsehmoderatorin.
Sie arbeitete als Redakteurin, Sportreporterin und Moderatorin von 1963 bis 1996 für das ZDF. 1963 begann sie dort zunächst als Sekretärin, bevor sie von Wim Thoelke angehalten wurde, den Weg als Redakteurin einzuschlagen. Zwischen 1981 und 1995 moderierte sie die ZDF-Sportreportage. 1996 verabschiedete sie sich in den Ruhestand.